# Fülöp-szigeteki hadjárat (1941–1942)
A Fülöp-szigetek japán inváziója a második világháború egyik hadművelete volt a csendes-óceáni hadszíntéren, amely 1941. december 8-án pusztító erejű légitámadásokkal indult az amerikai repülőterek ellen.
Japánban az első világháború után egyre elfogadottabb nézetté vált, hogy a szigetország élelmiszer- és nyersanyagigényét terjeszkedéssel kell biztosítani. Ennek elsődleges célpontja Kína volt. A japánok 1931-ben elfoglalták Mandzsúriát, majd 1936-ban háborút indítottak Kína ellen. Amerika és az európai gyarmattartók saját kereskedelmi érdekeik védelmében Kína mellett léptek fel, és különböző fenyegetésekkel, korlátozásokkal akarták elérni a japán terjeszkedés leállítását.
1940. szeptember 27-én a japán kormány megkötötte a háromhatalmi egyezményt Németországgal és Olaszországgal. A paktum kölcsönös segítségnyújtásra kötelezte a feleket, ha valamelyiküket támadás éri. A japánok követelésekkel álltak elő érdekszférájuk növelése érdekében, amelyeket Washington elutasított. Tokió megkezdte a felkészülést a háborúra. A haditerv számos helyen irányzott elő váratlan támadást amerikai és európai érdekeltségek, elsőként a csendes-óceáni amerikai flotta támaszpontja, Pearl Harbor, majd rögtön a Fülöp-szigetek ellen.
Az amerikaiak – már bőven a Pearl Harbor elleni japán támadás előtt – számoltak a Fülöp-szigetek inváziójával. A szigetek légierejét és szárazföldi állományát megerősítették, de – a helyi hadsereget vezénylő Douglas MacArthur tábornokot is beleszámítva – túl optimistán ítélték meg lehetőségeiket. Ráadásul a támadás napján ugyanazokat a hibákat követték el, mint Hawaiin: nem figyeltek a radarok jelzéseire, a gépeket pedig szorosan egymás mellett parkoltatták, felkínálva őket így a japán vadászgépeknek és bombázóknak. December 8-án és a következő napokban a japánok szinte az összes amerikai repülőgépet és a cavitei haditengerészeti bázison állomásozó hajók jelentős részét megsemmisítették.
A japán csapatok számos helyen partra szálltak, és a gyenge szövetséges erőket maguk előtt kergetve nyomultak előre. December 22-én már Manila közelében, a Lingayen-öbölben hajtottak végre inváziót, és az amerikai-filippínó csapatok kénytelenek voltak visszavonulni a Bataang-félszigetre, illetve Corregidor erődített szigetére. Március 12-én MacArthur Rosevelt elnök utasítására elhagyta a Fülöp-szigeteket, és helyét Jonathan Wainwright tábornok vette át. A japánok folyamatosan lőtték és bombázták Bataangot és Corregidort. Az élelmiszerhiánytól is szenvedő szövetséges csapatok emberfeletti módon tartották vonalaikat, de a túlerő végül győzedelmeskedett.
Április 9-én, miután megsemmisítették készleteiket, hajóikat, 75 ezer amerikai és filippínó katona megadta magát a Bataang-félszigeten. Ez volt a történelem legnagyobb amerikai megadása. A japánok foglyaikat étlen-szomjan hajtották a nagyjából 100 kilométerre felállított hadifogolytáborokba. A menet végén 9300 amerikai és 45 ezer filippínó érte el a célt. Május 6-án a japánok partra szálló járművekkel támadást indítottak az utolsó amerikai állás, Corregidor ellen.  Jonathan Wainwright bejelentette az amerikaiak megadását.
A sziget feladásával az egész ország japán uralom alá került. A Fülöp-szigeteki Államszövetség volt az egyetlen terület a japánok által Nagy-kelet-ázsiai Közös Felvirágzás Övezetének nevezett területen belül, ahol a japán uralom népi ellenállásba ütközött. MacArthur Ausztráliába érkezése után megígérte, hogy visszatér a Fülöp-szigetekre. Erre alig két évet kellett várni.

## Előzmények

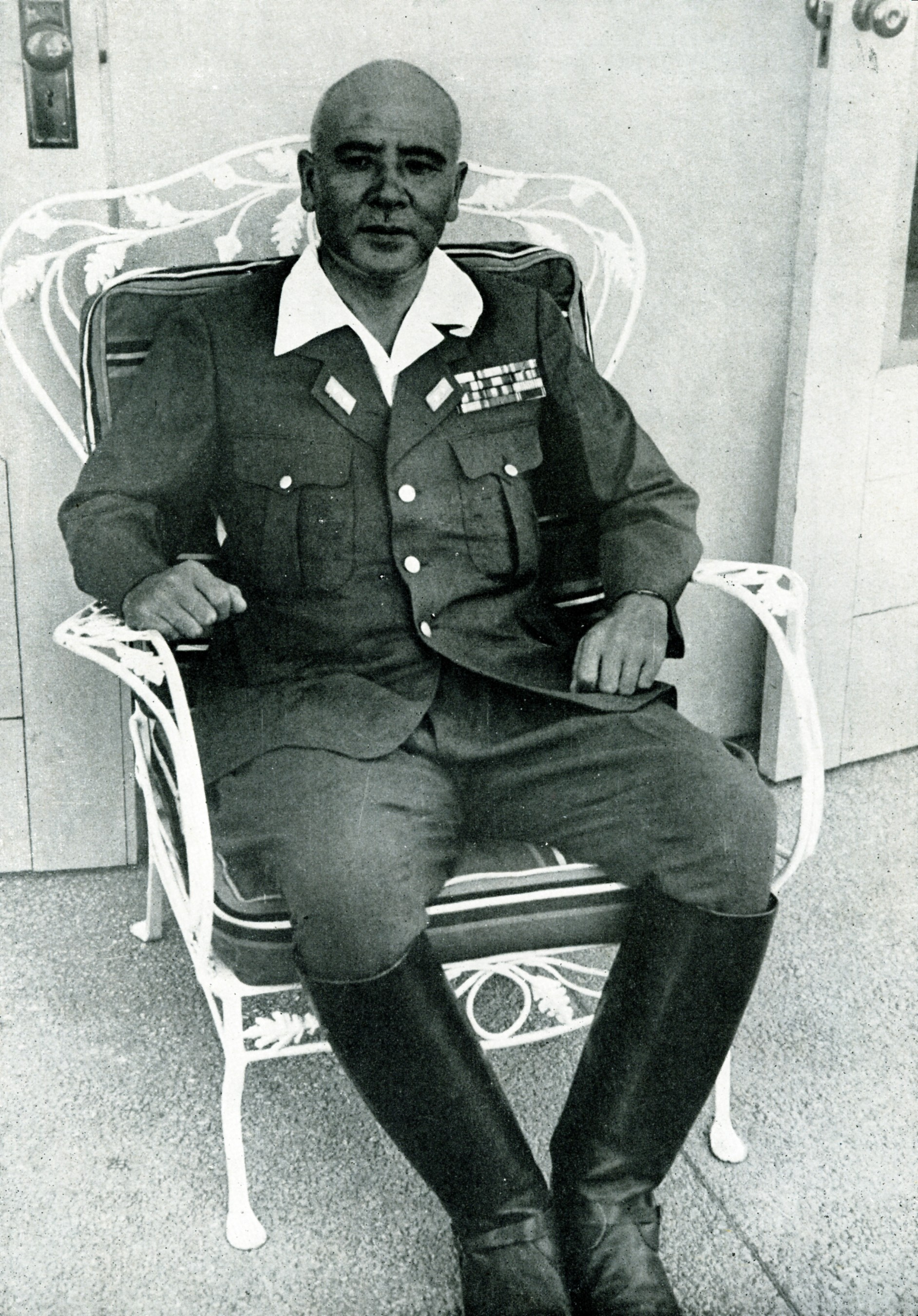
Homma Maszaharu tábornok, a Fülöp-szigetek leendő ura

A 60 millió lakosú Japán sem élelmiszerből, sem a legfontosabb ipari nyersanyagokból nem volt önellátó, amit terjeszkedéssel akart orvosolni. A rasszista japán nacionalisták, akik lenézték a kínaiakat, természetesnek tekintették, hogy az ország szükségleteinek egy részét szomszéduk leigázásával elégítsék ki. Az első lépéseket 1931-ben tették meg, amikor elfoglalták Mandzsúriát. Az amerikaiak Kína védelmezőjeként léptek fel, hogy továbbra is hozzáférjenek a piachoz, és fenyegetésekkel, szankciókkal próbálták rávenni Japánt csapatai kivonására. 1937-ben kirobbant a második kínai-japán háború, és az Egyesült Államok, valamint Nagy-Britannia Csang Kaj-sek támogatói lettek.
1940-ben a japán kormány megkötötte a háromhatalmi egyezményt Németországgal és Olaszországgal. A paktum kölcsönös segítségnyújtásra kötelezte a feleket, ha valamelyiküket támadás éri. A japánok egyre magabiztosabban készültek a déli terjeszkedésre, amelynek útjában csak az Egyesült Államok állt. Tokió először diplomáciai úton próbálta elérni érdekszférájának növelését, de Washington elutasította igényeit, és 1941. július 26-án újabb szankciókat vezetett be Japánnal szemben. Szeptember 6-án a japán minisztertanács döntött: október 10-éig diplomáciai úton el kell fogadtatni Japán igényeit, ellenkező esetben következik a katonai offenzíva.
A japán hadvezetés elkészített az offenzíva tervét, amely számos helyen irányzott elő támadást amerikai és európai érdekeltségek, elsőként a csendes-óceáni amerikai flotta támaszpontja, Pearl Harbor ellen. A japánok egyik fő célpontja a kőolajban gazdag Holland Kelet-India és a világ gumi- és óntermelésének jelentős részét adó Malájföld elfoglalása volt. Ahhoz azonban, hogy ezeket a területeket nyugodtan megközelíthesse, elfoglalhassa és kiaknázhassa, útban voltak a Fülöp-szigeteken állomásozó amerikai csapatok. A háborúról szóló döntést december 1-jén a császári tanács ülésén hozták meg, aztán „egy hétre halálos csend állt be a Csendes-óceánon”
A támadó japán hadsereg Formosáról, a mai Tajvanról indult hajókkal a Fülöp-szigetek ellen. A szigetek inváziójára a 14. hadsereg két veterán, korábban Kínában harcoló hadosztályát (16. és 48.) jelölték ki. A kijelölt szárazföldi inváziós erőt a 3. flotta támogatta, amely öt cirkálóból és 14 rombolóból állt, valamint a 2. flotta két csatahajóval, három cirkálóval és négy rombolóval. Velük haladt még két repülőgép-hordozó, amelyet öt cirkáló és 13 romboló kísért. A hordozók légi erejét a 11. légiflotta és az 5. repülőhadosztály indokínai szárazföldi repülőterekről induló gépei egészítették ki. A tervek szerint Homma tábornoknak ötven napja volt Luzon elfoglalására.

## Amerikaiak a szigeten

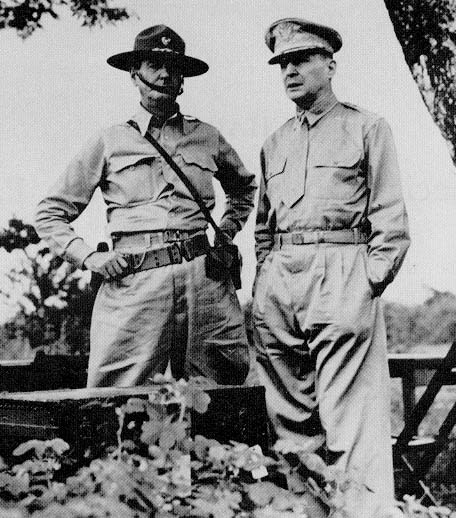
Wainwright (b) és MacArthur

A Fülöp-szigetek 1941-ben amerikai protektorátus alatt állt az 1898-as párizsi szerződés értelmében. A 19 milliós lakosú szigetállam Japán és a Csendes-óceán déli része között helyezkedett el, így birtoklása stratégiai kérdés volt. Könnyű célpontnak számított elhelyezkedése miatt, ugyanis Manila Tokiótól mindössze 2900 kilométerre, San Franciscótól viszont több mint 11 ezer, Hawaiitól pedig 8000 kilométerre fekszik. A szigeteken az év elején 16 ezer amerikai katona, nagyjából 150 katonai repülőgép, 16 felszíni hajó és 29 tengeralattjáró állomásozott. December 1-jére a katonák száma meghaladta a 31 ezret és technikai eszközeik között 108 M3-as harckocsi is volt. A Fülöp-szigeteki hadsereg parancsnoka a nyugállományból reaktivált amerikai tábornok, Douglas MacArthur volt.
Az amerikaiak abban bíztak, hogy egységeik elriasztják a japánokat Holland Kelet-Indiától, mivel azonban a megelőző húsz évben szinte semmilyen komoly védelmi fejlesztést nem végeztek, a háború kitörése után pedig már nem tudtak megfelelő létszámú erősítést küldeni, ennek valójában nem sok realitása volt.
1941 januárjában Manuel Quezon Fülöp-szigeteki elnök Roosevelthez fordult, és sürgette az amerikai elnököt, hogy biztosítsa a filippínó hadsereg felállításához szükséges forrásokat. Ezt a tervet támogatta MacArthur is, aki a svájci milíciákhoz hasonlóan működő, egymilliós sereg felállítását tervezte, de 1941-ben még csak húszezer rosszul kiképzett katonája volt. A japán invázió évében csak egy bevethető filippínó magasabb egység állt készen, az úgynevezett Portyázóhadosztály (Scouts Division). A filippínó katonák közül sok még első világháborús Enfield és Springfield puskákkal volt felszerelve.
1941 elején egyre inkább körvonalazódni látszott, hogy a japánok katonai támadást fognak kezdeményezni. Az amerikaiaknak két lehetőséget vettek számba: vagy kiürítik a Fülöp-szigeteket, vagy megpróbálják megvédeni. Az utóbbi mellett döntöttek, amiben jelentős szerepe volt a sok magas rangú baráttal bíró MacArthurnak. Májusban a hadügyminisztérium áldását adta a Luzont védeni hivatott 12 hüvelykes parti lövegek felszerelésére. Kidolgoztak egy ambiciózus tervet, amely stratégiai utak, óvóhelyek építését és a luzoni repülőtér kifutópályáinak meghosszabbítását irányozta elő, hogy a létesítmény képes legyen nehézbombázókat fogadni és indítani. A kongresszus 52 millió dollárt szavazott meg erre a célra, amelyet a cukorra kivetett adóval és a Fülöp-szigeteki valuta leértékelésével kívánt előteremteni.
Júliusban a japánok repülőket vezényeltek Indokínába, a Vichy-kormányzat által ellenőrzött francia gyarmatokra. Roosevelt július 26-án válaszul bejelentette a japán vagyonok befagyasztását, valamint MacArthur visszahelyezését az aktív szolgálatba vezérőrnagyi rendfokozatban. Augusztus 14-én a hadügyminisztérium a Fülöp-szigeteki csapatok megerősítésére hívta fel a figyelmet. A szárazföldi alakulatokon túl hadihajókat és nehézbombázókat kívántak a szigetekre vezényelni. A repülőktől azt remélték, hogy nagyobb stratégiai szabadságot biztosítanak számukra.
Augusztus 26-án elrendelték az első kilenc B–17-es átvezénylését Hawaiiról. Szeptember 12-éig valamennyi gép, a japánok figyelmét kijátszva, hosszú kerülőutakon, megérkezett új állomáshelyére. Douglas MacArthur ígéretet kapott arra, hogy 1942 februárjáig 128-ra emelik a rendelkezésére álló nehézbombázók számát.

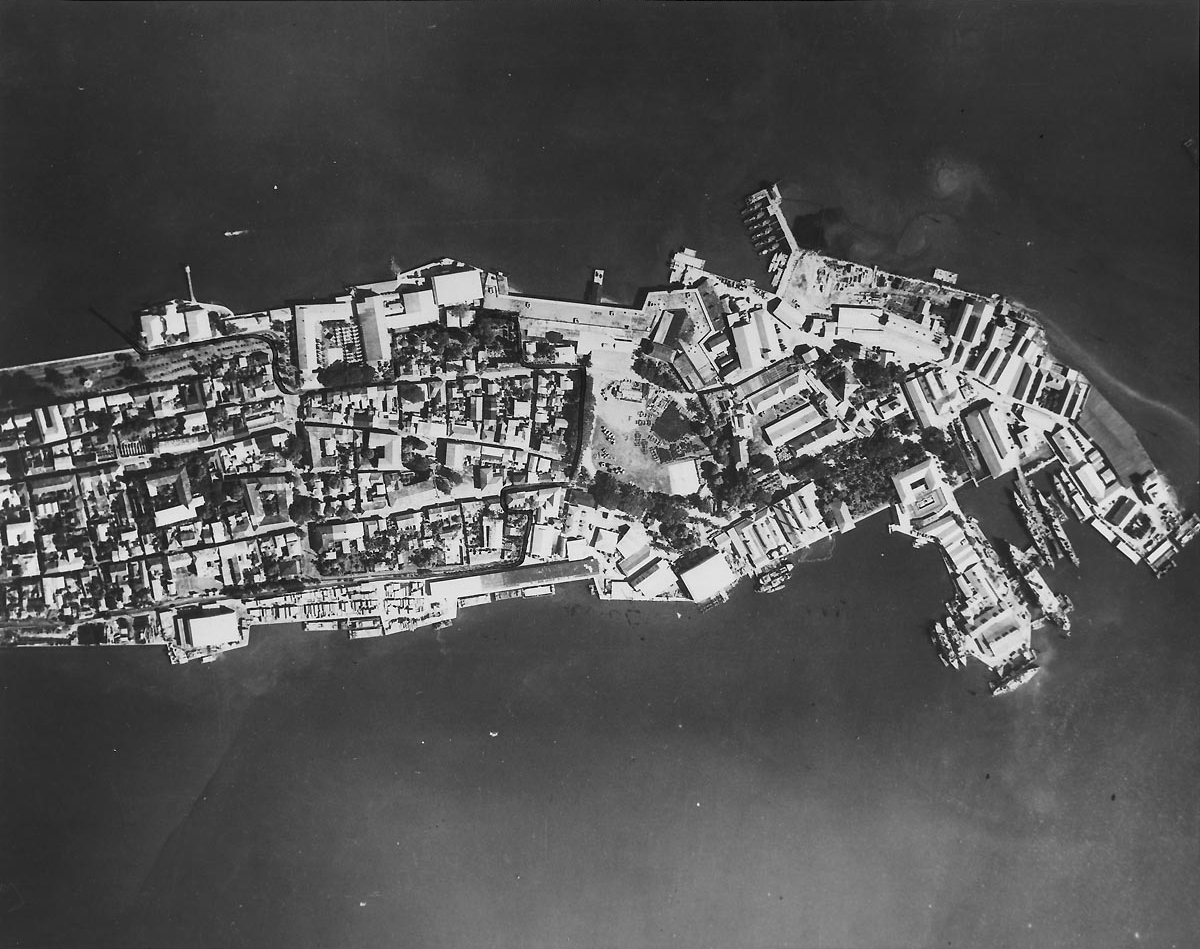
A cavitei kikötő 1941. október 27-én

Október 1-jén MacArthur magabiztosan jelentette, hogy hamarosan 200 ezer harcba vethető katonája lesz. A vezérőrnagy úgy vélte, hogy az amerikai haditerv (Rainbow 5) túl pesszimista. Az elképzelések értelmében ugyanis az amerikaiaknak a jól védhető Bataan-félszigetre kellett volna visszavonulniuk, ha a szigeteket támadás éri. MacArthur – azt hangsúlyozva, hogy a nehézbombázók megváltoztatták a stratégiai helyzetet – arra kérte a tervezőket, hogy dolgozzák át a haditervet egy kockázatosabb változatra, amelynek értelmében az amerikai és filippínó csapatok a tengerpartokat védik meg, lehetetlenné téve bármilyen inváziót.
Az amerikai vezérkar egyre nagyobb önbizalommal figyelte a Fülöp-szigeteki helyzetet. Egy október 23-i memorandum megállapította, hogy MacArthur 227 repülője „félelmetesen erős támadó és védelmi erő”, amely a Fülöp-szigeteket a Hongkong-Luzon-Palau-szigetek tengely kulcsfontosságú bázisává teszi. George C. Marshall vezérkari főnök ígéretet tett arra, hogy a Fülöp-szigetek megerősítése a  „a legmagasabb prioritást” élvezi majd.
Marshall egy november 15-ei sajtótájékoztatón büszkén jelentette be, hogy a világ legnagyobb nehézbombázó-állománya gyűlt össze a Fülöp-szigeteken, amelyek nemcsak védelemre, hanem csapásmérésre is alkalmasak Japán ellen. Ugyanebben a hónapban japán felderítő gépet észleltek Észak-Luzon felett, december elején pedig japán bombázókötelék repült el 30 kilométerre a Lingayen-öböltől, majd visszafordult Formosa felé. November 27-én Marshall már figyelmeztetést adott ki, amelyben jelezte: nagy a valószínűsége annak, hogy japán támadás éri Malájföldet, a Fülöp-szigeteket és Holland Kelet-Indiát.
Két nappal később Cordell Hull amerikai külügyminiszter azt mondta Lord Halifaxnak, Nagy-Britannia washingtoni nagykövetének, hogy „Japánhoz fűződő kapcsolataink diplomáciai szakasza lényegében véget ért. (...) Lehetséges, hogy Japán váratlanul, és amennyire képes, meglepetésszerűen lép akcióba.”

## Védelmi előkészületek

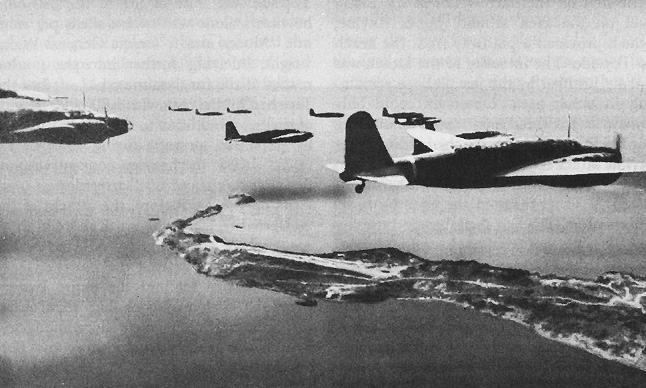
Japán G4 típusú bombázók Corregidor felett

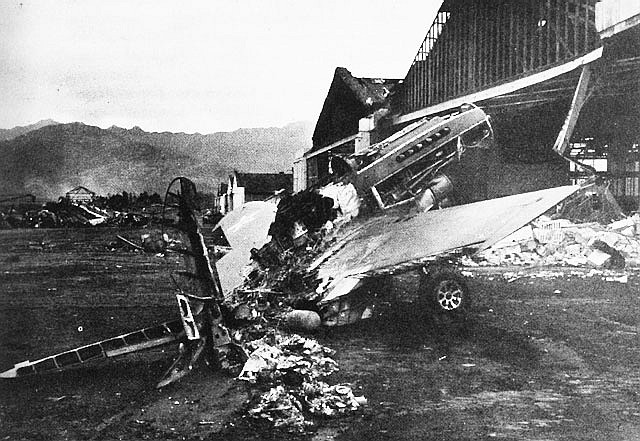
Megsemmisített P–40 amerikai vadászrepülő

MacArthur a japán támadásra készülve több nagyobb csoportosításba sorolta be a rendelkezésére álló egységeit. Az észak-luzoni erők Jonathan M. Wainwright vezérőrnagy irányítása alá kerültek, ők védték a partraszállások legvalószínűbb helyszíneit, valamint a Bataan-félszigetet. A 71. gyalogoshadosztály tartalékban volt, MacArthur közvetlen parancsnoksága alatt. A dél-luzoni csapatokat George M. Parker dandártábornok vezette, emberei Manilától keletre és délre foglaltak el állásokat. A Visayan-Mindanao-erőt William F. Sharp irányította. A Manilai-öblöt George F. Moore vezérőrnagy sorozott filippínó katonái tartották ellenőrzésük alatt.
Az amerikaiak úgy döntöttek, hogy elővigyázatosságból a déli Mindanaóra, a japán bombázók hatókörén kívülre telepítik a 27. bombázócsoport B–17-eseit. A lépéssel elkéstek, ugyanis Lewis Brereton vezérőrnagy tiszteletére estélyt rendeztek egy manilai hotelben december 7-én, amelyen a pilóták is részt vettek. A rendezvény hajnali kettőkor ért véget, amikor a japán légierő megkezdte Pearl Harbor bombázását.
Az amerikaiak ázsiai flottájának ügyeletes tisztje december 8-án 2.30-kor kapott hírt Pearl Harbor bombázásról, Richard K. Sutherland vezérőrnagy, MacArthur vezérkari főnöke mégis egy kereskedelmi rádió adásából, egy óra múlva értesült a hírről. Az amerikai csapatokat harckészültségbe helyezték. A támadás hírére Brereton már hajnalban, majd délelőtt többször kezdeményezte MacArthurnál, hogy a nehézbombázók mérjenek csapást Formosán a japán légierőre, amely a sűrű köd miatt nem tudott felszállni. MacArthur azonban habozott, és csak 11.20-kor járult hozzá az akcióhoz.
Kora reggel az Iba repülőtéren működő radar repülőket jelzett, 36 P–40-es vadászgép és egy kivételével valamennyi nehézbombázó felemelkedett. Kiderült, hogy vaklárma volt, ezért a vadászgépeket visszarendelték, de a B–17-esek tovább köröztek a levegőben. MacArthur, hogy jelezze, nem követi el a Pearl Harbor-i hibát, és repülőit nem hagyja a földön megsemmisíteni, jelentette Washingtonnak, hogy gépei a levegőben vannak. Brereton kezdeményezte a nehézbombázók visszahívását, hogy újratöltsék őket üzemanyaggal és felszereljék a Formosa elleni légicsapáshoz szükséges bombákkal. Kérését elutasították, és a gépek csak dél körül kezdtek leszállni a Clark légitámaszpontra. A járőröző P-40-esek is megkezdték a leszállást. Délben az Iba repülőtér radarja ismét közeledő gépeket jelzett, így a kezelő leadta a vészjelzést. Ezt azonban a Clark támaszponton nem észlelte senki, mert az ügyeletes ebédelt. Amikor végre elért a hír az illetékesekhez, már késő volt. December 8-án az amerikaiak ugyanazt a hibát követték el, mint előző nap Pearl Harbornál: nem vették figyelembe a radar jeleit, a repülőket pedig szorosan egymás mellett parkoltatták. A japán támadásban a földön lévő gépek többsége elpusztult.

## Az invázió

### December 8-17.
Reggel kilenckor 32 japán bombázó megkezdte Baguio és Tuguegarao repülőterének bombázását Luzon északi részén. Kevéssel dél után a japán gépek megtámadták a Clark támaszpontot, és a földön semmisítették meg a B–17-eseket és a vadászgépeket. Négy P–40-esnek sikerült felemelkednie, de nem tudták feltartóztatni a három hullámban érkező támadókat. MacArthur légierejéből csak az a 17 nehézbombázó élte túl a csapást, amely Mindanaón állomásozott. A délután folyamán Arnold tábornok dühödten vonta telefonon felelősségre Breretont, azt kérdezve, „hogy a pokolban történhetett”, hogy a figyelmeztetések ellenére a földön semmisítették meg a légierőt a japánok. Hasonló támadás érte az Iba repülőteret is. A japán 48. hadosztály 2. ezrede partra szállt a Camiguin-szigeten és Luzonon Gonzagánál, Vigannál, Aparrinál. Másnap japán invázió indult Legaspinál. B–17-esek megtámadták a japán hajókat Gonzagánál, majd a partraszállókat Vigannál. Két hajót sikerült megrongálniuk, egy aknaszedőt pedig elsüllyesztettek.

Piros nyilak jelzik a japán csapatmozgásokat, csillagok a partraszállások, ütközetek helyszíneit

December 10-én dél tájban 35 P–40-es próbálta sikertelenül megvédeni a cavitei haditengerészeti kikötőt, de a támadók súlyosan megrongálták a Peary és a Pillsbury rombolót, a Seadragon és a Sealion tengeralattjárót, valamint az Otus tengeralattjáró-kiszolgálót. Elsüllyesztették a Santa Rita kompot, a Bittern aknakeresőt, és megsemmisült az amerikai ázsiai flotta torpedókészletének hatvan százaléka. Egy PBY Catalina géppuskásának sikerült lelőnie egy Zérót, ami a második világháború első igazolt amerikai légi győzelme volt a csendes-óceáni hadszíntéren. A Manilai-öbölben megrongálódott a Sagoland teherhajó. A légicsapásban ötszáz ember életét vesztette.
December 12-én Thomas Hart tengernagy maradék flottája elhagyta a Fülöp-szigetek vizeit, mivel légi fedezet nélkül nem tudta felvenni a harcot a japánokkal. A hajók Holland Kelet-Indiába indultak, és az amerikai-brit-holland-ausztrál parancsnokság, az ABDA (American-British-Dutch-Australian Command) alárendeltségébe kerültek. Ugyanezen a napon légitámadás érte az olongpaói amerikai haditengerészeti bázist. A japánok a luzoni Legaspinál – 240 kilométerre a legközelebbi szövetséges alakulattól – partra szálltak és elfoglalták a repülőteret. December 13-án a japán repülők ismét támadták Olongapót, és több másik bázist a Manilai-öböl közelében. December 14-én a mindanaói Del Monte bázisról felszállt három amerikai nehézbombázó és a japán hídfőt támadta.
Ugyanezen a napon Dwight D. Eisenhower tábornok arról tájékoztatta Marshallt Washingtonban, hogy hosszú idő fog eltelni addig, amíg komoly erősítés érkezhet a Fülöp-szigetekre, hosszabb, mint ameddig a helyőrség ki tud tartani. Másnap a mindanaói B–17-eseket arra utasították, hogy repüljenek Ausztráliába, Darwinba. December 17-én kifutott Manilából a Corregidor nevű utasszállító hajó, fedélzetén 1200 civillel, de nemsokára aknára futott, amelyet az I-124 japán tengeralattjáró telepített. A hajó elsüllyedt, sokan meghaltak. Ezen a napon 24 szállítóhajón hétezer japán katona indult a Rjúkjú-szigetekről. Másnap a támadók elfoglalták a luzoni Nagát.

### December 18-31.

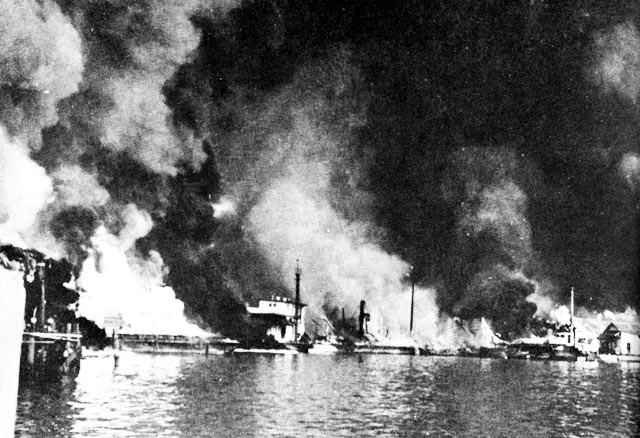
A cavitei haditengerészeti kikötő lángjai

December 18-án Formosáról és a Pescadores-szigetekről kifutott a Lingayen-öbölben végrehajtandó invázióra kijelölt haderő. A 72 szállítóhajót csatahajók és cirkálók kísérték. December 20-án a japánok partra szálltak Davao közelében, Mindanao szigetén. Elfoglalták a várost, és felállítottak egy hidroplánbázist. Mindanaón összesen 57 ezer japán katona szállt partra, de csak nagyon gyenge ellenállással találkoztak. December 21-én a Fülöp-szigeteki amerikai tengeralattjárókat visszavonták Surabayára. Négyezer japán katona már a Fülöp-szigetekről indult Jolo és Sulu elfoglalására.
December 22-én a japánok Manila közelében, a Lingayen-öbölben, három hídfőben szálltak partra. A szakaszt védő filippínó egységek közül csak a portyázók fejtettek ki komolyabb ellenállást Rosariónál, de csak néhány órára tudták lelassítani a japán előrenyomulást. A többiek fegyvereiket eldobálva elmenekültek. A japánok egész nap hordták a felszerelést, a harckocsikat a partra, majd Homma tábornok katonái elindultak a sziget belseje felé, hogy felvegyék a kapcsolatot a Vigan felől masírozó bajtársaikkal. MacArthur továbbra sem tudta elfogadni a történteket, nem akart a haditerv szerint visszavonulni, és légi támogatást kért Marshalltól, amelyet már nem kaphatott meg.
December 23-án MacArthur felkereste a frontvonalat, ahol szembesült azzal, hogy 28 ezer félig kiképzett filippínó katonáján átgázolnak a kétszeres létszámfölényben lévő harcedzett japánok. A birodalom csapatai folytatták az előrenyomulást: katonák szálltak partra Maubannál, Atimonanonnál és Siainnál Luzon keleti partján. A Lamon-öblöt az első filippínó hadosztály védte, és sikerült lelassítania a japán előrenyomulást, de megállítani nem tudta. MacArthur kiadta a parancsot a visszavonulásra a Bataang-félszigetre. A 40 ezer amerikai és filippínó katonának két frontot tartva kellett hátrálnia, összegyűjtve a harc folytatásához szükséges élelmiszert és lőszert. Manilát nyílt várossá nyilvánították az amerikaiak, hogy megóvják a lakosságot és az infrastruktúrát. Jolo december 25-én elesett, és ezzel a japánok megszerezték a borneói hadműveletekhez szükséges kiindulópontot. Az amerikai haditengerészek megsemmisítették a cavitei bázis készleteit.

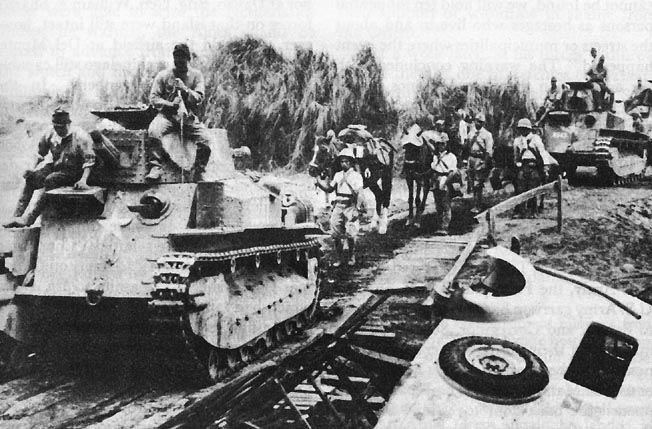
Japán könnyű harckocsik tartanak Manila felé

December 26-án a japánok ismét bombázták a fővárost. Nem sokkal ezután, Thomas Hart admirális, az ázsiai amerikai flotta parancsnoka a Shark tengeralattjárón elhagyta Manilát. A 411-es tengerészgyalogosok átköltöztek a cavitei támaszpontról a Corregidor-szigetre. Másnap a japánok ismét bombázták Manilát, míg hat Catalina a jolói invázióban részt vevő japán hajókat támadta. Négyet lelőttek közülük. A Lingayen-öbölnél védekező szövetséges alakulatok visszavonultak a parttól 45 kilométerre húzódó Santa-Ignacia-Gerona-Guimba-San Jose vonalra. December 28-án a szövetségesek visszavonultak a Tarlac-Cabanatuan vonalig, a japán repülők pedig elsüllyesztettek négy szállítóhajót a Manilai-öbölben. Délen a japán 16. hadosztály elfoglalta Luisianát.
Miközben a japánok átvágtak Luzonon, Manuel Quezon elnök azzal a kéréssel fordult Roosevelt elnökhöz, hogy adja meg a függetlenséget a Fülöp-szigeteknek, hogy bejelenthesse az ország semlegességét a konfliktusban. Quezon arra hivatkozott, hogy az Egyesült Államok semmilyen kézzelfogható segítséget nem küldött a Fülöp-szigeteknek, és a harcok elhúzódása Washingtont szolgálja, amely lélegzetvételhez akar jutni. Az amerikai elnök válaszában közölte: szó sem lehet a függetlenségről és a semlegességről. Roosevelt mindazonáltal engedélyezte MacArthurnak, hogy a filippínó csapatok megadhassák magukat.
December 29-én negyven japán bombázó első alkalommal támadta Corregidort. Luzonon elesett Cabanatuan, másnap Tarlac, és az amerikai-filippínó csapatok visszahúzódtak az utolsó védelmi vonalba Manila előtt. December 31-én a japánok áttörték a védelmi vonalat a fővárostól északra.

## Visszavonulás
MacArthur az erődített Corregidor-szigetre húzódott vissza stábjával, ahol a Malinta alagútban rendezte be főhadiszállását. Egy hét alatt sikerült elérnie, hogy a két fronton harcoló csapatai rendezetten vonuljanak vissza a Bataan-félszigetre, amely nagyjából ötven kilométer hosszú, huszonöt kilométer széles, és két őserdővel borított hegylánc uralja. A hátrálás során öt ideiglenes védelmi vonalat építettek ki, és 184 hidat robbantottak fel. A dél felől visszavonuló Parker ezredesnek sikerült 15 ezer katonájával bejutni a félszigetre, mielőtt Wainwright északról hátráló katonái is beözönlöttek oda. Homma tábornok  elismerően „nagy stratégiai manővernek” nevezte a hadmozdulatokat. Homma elkövette azt a hibát, hogy a már kiürített Manilába sietett, ahelyett, hogy légiereje elpusztította volna a Calumpit hidat 15 kilométerre a várostól északra, amely a filippínó hadsereg és a civilek egyetlen menekülési útvonala volt. A japán szárazföldi támadást az amerikai harckocsiknak sikerült feltartaniuk. Január 1-jén, miután az összes visszavonuló átjutott a hídon, az amerikaiak a levegőbe röpítették az átkelőt.
MacArthur napiparancsa

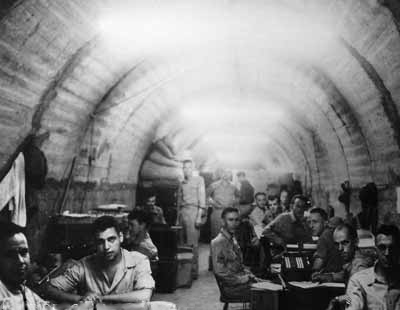
Vezérkar a Malinta-alagútban

„A segítség úton van az Egyesült Államokból. Katonák ezreit és repülők százait indították el. (...) Több katonánk van Bataanban, mint amennyit a japánok ellenünk bevetnek. (...) Az eltökélt védelem visszaveri az ellenséges támadást. (...) Ha harcolunk, győzni fogunk, ha visszavonulunk, megsemmisülünkǃ” – írta január 15-ei napi parancsában Douglas MacArthur.
Homma tábornok január 2-án ünnepélyesen bevonult Manilába. MacArthur szerencséjére légiereje nem támadta a Bataang útjain összezsúfolódott teherautókat és katonákat. Végül 30 ezer filippínó és amerikai katona ásta be magát az Abucaytól a félszigeten keresztbe, mocsarakon és két vulkáni hegyen futó első védelmi vonalba. MacArthurnak 15 ezer amerikai és 65 ezer filippínó katonája volt, és abban bízott, hogy akár fél éven át is ki tud tartani. Ami komoly gondot jelentett, hogy kevés élelmiszerük volt, és a katonák mellett 26 ezer civilt is etetni kellett. MacArthur azonnal fél fejadagra csökkentette az ellátmányt. A katonák emiatt éhségtől gyötörten vették fel a harcot, és a malária és más trópusi betegségek hamarosan több áldozatot szedtek, mint a japánok.
Gondjai voltak a hódítónak is, ugyanis a bataangi harcokra Homma tábornok elvesztette legjobb csapatait, mivel a 48. hadosztály Borneó és Java ellen indult. A parancsnok kénytelen volt harcba vetni a Formosáról frissen érkezett, nyári ezrednek nevezett csapatokat. Az önbizalomtól fűtött japánok január 9-én támadták meg az Abucay vonalat. Az előrenyomulást a védők megakasztották, a védelem átkarolására az őserdőbe küldött csapatok pedig egy héten át küzdöttek a tereppel. MacArthur folyamatosan kérte az erősítést, de Washingtontól csak nyugtató szavak érkeztek arról, hogy gyűjtik az erőt a Fülöp-szigetek felmentésére, holott tudták, semmivel nem tudnak segíteni a harcolókon. Január 10-én MacArthur személyesen nézte meg a védelmi vonalat, és miután visszatért főhadiszállására, optimistán azt mondta Quezonnak, hogy akár néhány hónapig is kitarthatnak.
Az amerikaiak háromszoros túlerőben voltak, de az első védelmi vonalat nem terjesztették ki megfelelően a hegyoldalakra, így a japánoknak január második hetében sikerült átkarolniuk őket a Natib-hegy lejtőin. Mivel az ígért segítség nem érkezett meg, a védőkön egyfajta beletörődés lett úrrá. A szörnyű körülmények közötti harc, az éjjel-nappali bombázás és a tüzérségi tűz felőrölte a védőket. Január 16-án Morongnál sor került az amerikai hadtörténet utolsó lovassági rohamára. Január 22-én MacArthur parancsot adott az Abucay-Mauban vonal kiürítésére, mivel a nyugati oldalon a japánok átkarolták. A második védelmi vonalat 7,5 kilométerre hátrébb állították fel, Bagac és Orion között.

## Bataang és a Szikla

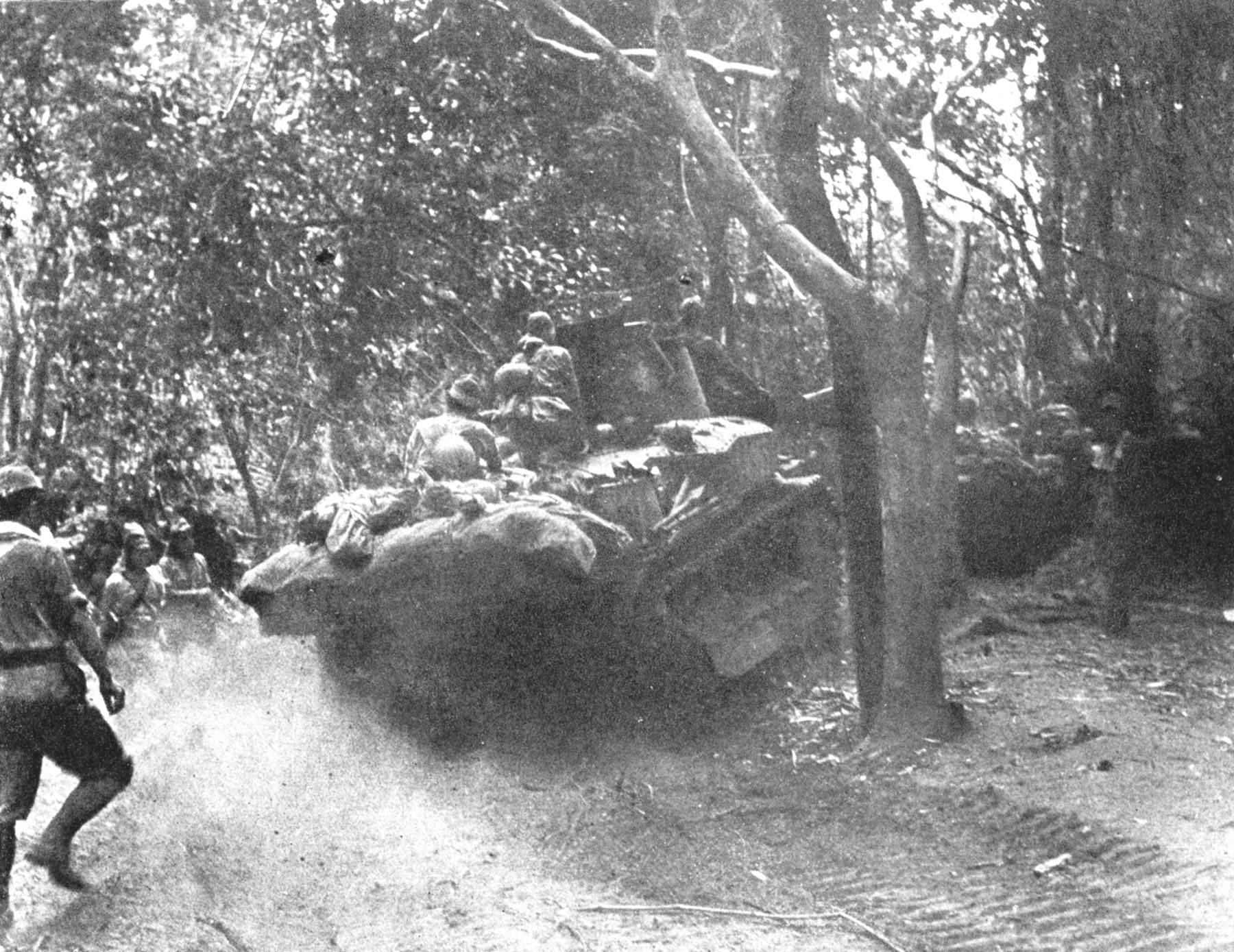
Japán alakulatok a bataani csatában

Amikor visszahúzódtak a második védelmi vonalba, feladták a területük mintegy felét, és így a nagyjából 80 ezer katona és 26 ezer civil egy mindössze 26 négyzetkilométeres zónában zsúfolódott össze. A japánok újabb és újabb helyeken hoztak létre hídfőket a Fülöp-szigeteken, többek között Bataan déli részén, a Quinauan-pontnál, valamint a Longoskawayan-pontnál. Január 28-án a 4. tengerészgyalogos ezred filippínó katonákkal támadást indított a Longoskawayan-pontnál, hogy kisöpörjék a japánokat, de nem tudtak kierőszakolni komolyabb előrenyomulást. Február 1-jén sekélyvízi hajók és P–40-es vadászgépek megakadályoztak egy partraszállást Bataanon. Két nappal később a Trout tengeralattjáró 3500 heveder légvédelmi lőszert szállított Corregidorra, és elszállította a Fülöp-szigeteki kincstár húsz tonna aranyát és ezüstjét. Február 13-án az amerikaiak és a filippínók teljesen kisöpörték a bataani japán hídfőket.
Február 21-én egy amerikai tengeralattjáró elvitte a Fülöp-szigetekről Quezon elnököt és az amerikai kormányzót. MacArthur felesége megtagadta a távozást, a parancsnok, aki pedig úgy döntött, hogy katonái mellett marad az utolsó pillanatig, egy dobozban Amerikába küldte kitüntetéseit, papírjait és végakaratát. Roosevelt már régebben elhatározta, hogy az ország háborús hősét nem engedi japán hadifogságba esni vagy meghalni a Fülöp-szigeteken, ezért február 22-én utasította Douglas MacArthurt Corregidor elhagyására. A tábornok azzal fenyegetőzött, hogy lemond, majd egyszerű önkéntesként folytatja a harcot. Végül március 11-én elhagyta a Fülöp-szigeteket. Helyét Jonathan Wainwright tábornok vette át, aki azt mondta embereinek: „Ha a japánok beveszik a Sziklát, engem itt fognak találni, nem számít, milyen utasításokat kaptam.”
A japánok folyamatosan lőtték és bombázták Bataangot és Corregidort, az utóbbiban március 27-én megsemmisítették a hűtőkamrák áramellátását. Az amerikaiak megpróbálták a mintegy 12 tonna fagyasztott bivalyhúst átszállítani a félszigetre, azonnali fogyasztásra, de a japán támadások miatt nem sikerült, így az megromlott. Március 30-án találatot kapott az egyes számú amerikai tábori kórház, annak ellenére, hogy a tetejére nagy vörös keresztet festettek. Tizenöt katona meghalt, a japánok rádión bocsánatot kértek.

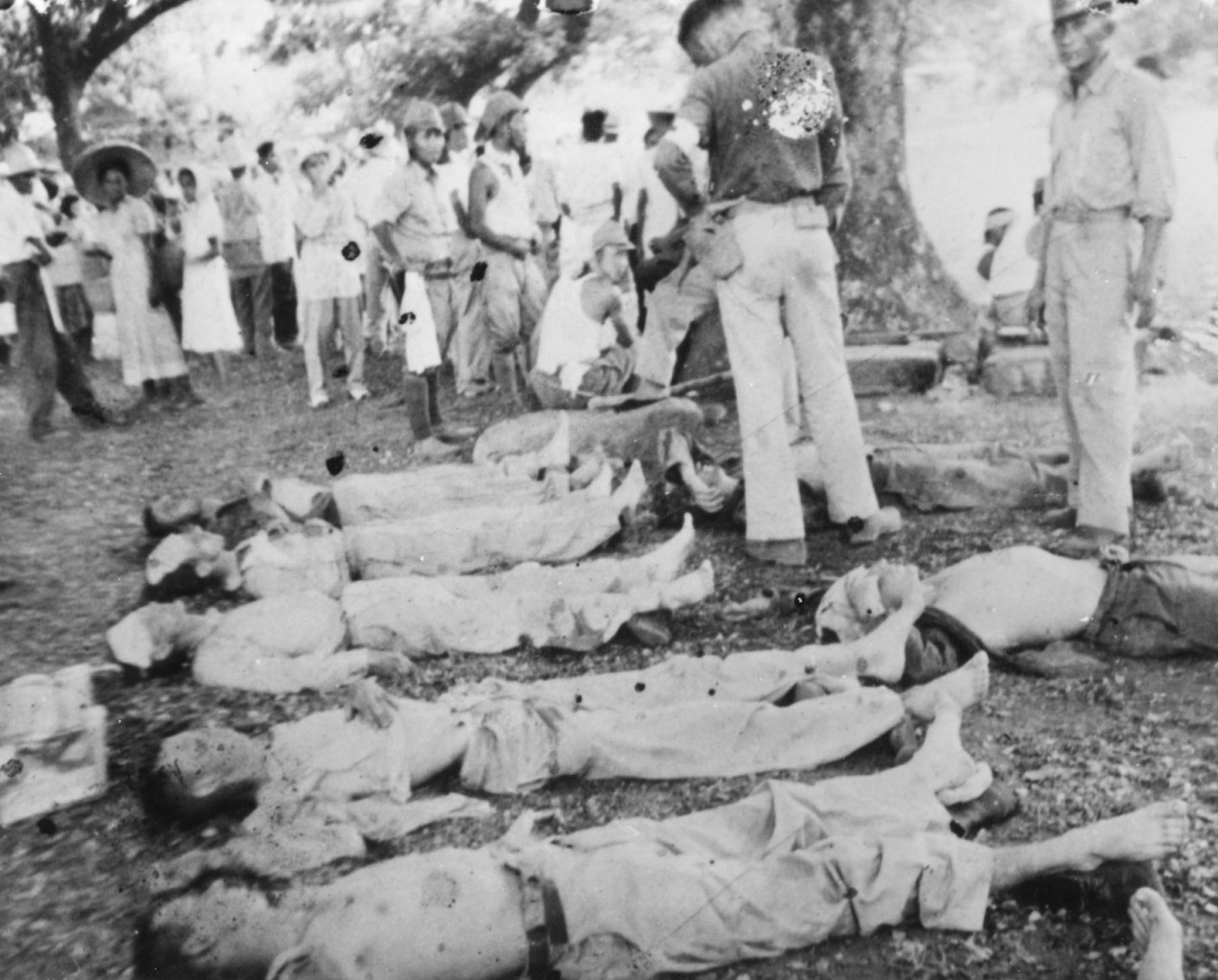
A bataani halálmenet áldozatai

Április 3-án hosszú tüzérségi és légi előkészítés után a japánok támadást indítottak a védelmi vonal ellen, amelyet a 41. filippínó gyaloghadosztály területén áttörtek. MacArthur Ausztráliából üzenetet küldött Wainwrightnak, amelyben közölte, hogy szó sem lehet a megadásról Bataangban. Wainwright ellentámadást rendelt el, de a baatangi csapatokat irányító Edward P. King vezérőrnagy tudta, hogy ez lehetetlen. Eközben a japánok a Samat-hegy felé közeledtek, ami azzal fenyegetett, hogy elesik a területet uraló magaslat. Másnap elesett a hegy, és Wainwright a szűkös források ellenére megdupláztatta a fronton harcolók fejadagját, a megadáshoz viszont nem járult hozzá.
Április 7-én a japánok ismét bombázták a kórházat, ekkor 89 ember meghalt, 101 megsebesült, és megsemmisült a gyógyszerek jelentős része. Éjszaka az amerikaiak és a filippínók kénytelenek voltak meghátrálni a Mamala-, majd az Alangan-folyónál. Április 8-án egy visszavert támadás után a harckocsikkal támogatott japánok áttörték az amerikai vonalakat. A védők kénytelenek voltak megsemmisíteni lőszerkészletüket. Április 9-én, miután megsemmisítették készleteiket, hajóikat, 75 ezer amerikai és filippínó katona megadta magát. Ez volt az amerikai történelem legnagyobb fegyverletétele. A japánok foglyaikat – részben azért, mert nem volt elég élelmiszerük az ellátásukra és nem tudták elszállítani őket – a bataani halálmenetben étlen-szomjan hajtották a tőlük nagyjából 100 kilométerre felállított hadifogolytáborokba. A menet végén 9300 amerikai és 45 ezer filippínó érte el a célt, a többiek meghaltak. Cebun 12 ezer japán katona szállt partra, a 6500 védő a sziget belseje felé vonult vissza. Az Ausztráliából érkező B–17-esek alacsony hatékonysággal bombázták a támadókat. Másnap, április 11-én 13 amerikai bombázó támadta a japán állásokat Mindanaón.
Április 16-án a japán csapatok partra szálltak Panayon és Negroson. Másnap elérték a panayi Dumaraót, és ezzel befejeződött a sziget keleti felének meghódítása. Április 29-én a japánok újabb hídfőt építettek ki a mindanaói Cotabatónál. Május 1-jén a japánok legyőzték a 61. filippínó gyaloghadosztályt Mindanaón. Június 9-én befejeződött a szervezett ellenállás a Fülőp-szigeteken.

## Corregidor utolsó napjai

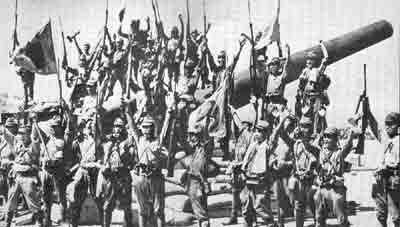
Diadalmas japánok Corregidor egyik lövege körül

Április közepétől a japán tüzérség és légierő Corregidor ágyúzására és bombázására koncentrált. Április 15-én beszakadt egy alagút a James és Morrison parti ütegek közelében, és 70 ember meghalt. Április 25-én 240 milliméteres lövedékek találták el az egyik alagút kijáratát, 15 katona elesett. A hónap utolsó napján két amerikai hidroplán ötven embert, köztük húsz nővért evakuált a szigetről. Két nappal később a Geary üteg lőszerraktárában felrobbant 1600 darab 30 kilogrammos puskaporos zsák, 56 katona meghalt. Május 4-én 16 ezer japán gránát robbant a szigeten.
Május 6-án a japánok partraszálló járművekkel támadást indítottak Corregidor ellen. A kétezer fős első támadóhullámból 1200 katona elesett, de a japánoknak sikerült egy hídfőt kiépíteniük, ahova megkezdték a nehézfegyverzet átszállítását. Az amerikaiak sikertelen ellentámadást indítottak. Jonathan Wainwright, látva helyzetük kilátástalanságát, bejelentette az amerikaiak megadását. Az amerikai zászlókat és ezredjelvényeket megsemmisítették, hogy ne kerüljenek az ellenség kezébe, a maradék lőszert pedig felrobbantották.
A sziget feladásával az egész ország japán uralom alá került. Mindazonáltal a Fülöp-szigeteki Államszövetség volt az egyetlen terület a japánok által Nagy-kelet-ázsiai Közös Felvirágzás Övezetének nevezett területen belül, ahol a japán uralom népi ellenállásba ütközött.

## Következmények
A Fülöp-szigetek bátor védelme több fontos következménnyel járt. Ezek egyike a távol-keleti japán előrenyomulás lelassítása, a rendelkezésre álló élő erő és technikai eszközállomány a vártnál nagyobb mértékű felhasználása volt. MacArthurék állhatatos ellenállása a fölényben lévő japánokkal szemben az Amerikai Egyesült Államok reményének szimbóluma lett a korai sötét napokban. Bataan Csatázó Fattyai (Battling Bastards of Bataan) – ahogy magukat nevezték az amerikai katonák – és maga MacArthur a kitartás megtestesítői lettek az amerikai hadsereg és a társadalom szemében. Számos egyéb, gyakorlati haszonnal bíró következtetést levont az amerikai hadvezetés a Fülöp-szigeteken tapasztaltakból. Például új ellenséges taktikákat, fegyvereket ismertek meg, és ezeket beépítették az amerikai hadsereg kiképzésébe.